# Амасийский договор
Мир в Амасье (осман. Amasya mukâvelesi‎; перс. پیمان آماسیه‎) — мирный договор, подписанный 29 мая 1555 года после турецко-персидской войны 1514—1555 годов. Договор определил границы между Сефевидской и Османской империями, за ним последовали двадцать лет мира. По этому договору Грузия и Армения были разделены между двумя странами. Османская империя получила большую часть Ирака, в том числе Багдад, что дало ей доступ к Персидскому заливу, а Сефевиды сохранили свою бывшую столицу Тебриз и северо-западные границы, как это было до войны.

## Предыстория
Османо-сефевидское соперничество в первой половине XVI века было свидетелем колебаний между попытками взаимного уничтожения и мирных отношений. В то время как притязания сефевидских правителей на объединение духовной и мирской власти в их личностях привлекали многие туркоманские группы, османы бросили вызов Сефевидам путем войны и создания интеллектуальных трактатов, посвящённых ложности верований Сефевидов. Первым столкновением между Османами и Сефевидами была Чалдыранская битва, завершившаяся победой турок. После Чалдырана, когда бы османская армия ни шла на Сефевидов (к примеру, в кампании Двух Ираков 1533—1535 годов и Тебризской кампании 1548—1549 годов), сефевидский правитель Тахмасиб I использовал тактику выжженной земли, сжигая посевы на пути следования османской армии. Более того, после отступления османской армии Сефевиды совершали вторжения в османскую сельскую местность и против османских крепостей. Османское правительство, продолжавшее беспокоиться из-за значительной поддержки шаха в Анатолии, отвечало агрессивно и вначале сумело добиться некоторых успехов. Однако, за исключением Багдада, ни одно из этих завоеваний не было полностью закреплено. В конце концов оно предприняло ещё один поход в 1553 году, который в конечном итоге привёл к мирному соглашению.
Занятость Османов правами на Трансильванию, на которую в начале 1550-х годов начал притязать габсбургский король Фердинанд, позволила сефевидскому шаху сфокусироваться на возвращении утраченных в ходе последних походов в конце 1540-х годов территорий в Азербайджане и Восточной Анатолии. Тахмасиб самолично захватил крепости вокруг озера Ван (к примеру, Эрджиш, Адилджеваз и Ахлат) и позволил войскам кызылбашей опустошить сельскую местность. Он также задействовал риторику о том, что султан слишком занят войной в Европе для того, чтобы явиться лично или прислать армию на выручку этих крепостей. Это убедило защитников крепостей в том, что дальнейшее сопротивление приведёт только к лишним смертям и страданиям. Ещё более тревожные новости поступили из Эрзерума, где генерал-губернатор Искандер-паша потерпел неожиданное поражение от сына Тахмасиба, Исмаила Мирзы. И в сефевидских летописях, и в автобиографии Тахмасиба именно губернатор Эрзерума Искандер-паша совершил акт агрессии на сефевидо-османской границе. Будучи целиком поглощён захватом крепостей вокруг озера Ван, Тахмасиб послал своего сына Исмаила Мирзу с кызылбашскими военачальниками против Искандер-паши, распустившего часть своих солдат с целью уменьшить бремя обеспечения армии. Гордившийся своими военными способностями Искандер-паша встретил войска Исмаила Мирзы в открытом бою. Будучи неспособным одолеть войска кызылбашей со своим немногочисленным войском, он отступил в крепость Эрзурума.
Когда до Стамбула дошли вести с восточной границы, османское правительство решило начать новый поход против Сефевидов и раз и навсегда покончить с кызылбашской проблемой. Посланному сражаться с Габсбургами в Трансильвании и Венгрии второму визирю Ахмед-паше был отдан приказ снять осаду Эгера и немедленно выступить в поход против Сефевидов. Султан назначил Рустем-пашу в качестве командующего и в конце сентября 1552 года послал его, вместе с 50 000 войск кавалерийских полков капыкулу и янычаров, для сбора и организации анатолийских и румелийских войск в Анатолии. Согласно изначальному плану, в случае необходимости Сулейман покинул бы столицу в ходе весны 1553 года и присоединился бы к армии в Восточной Анатолии. Однако здоровье султана было неважным, и Рустем-паша опасался, что в случае его дальнейшего ухудшения сын султана, губернатор Амасьи шехзаде Мустафа попытается взойти на трон при помощи янычаров. По этой причине Рустем стремился оставаться как можно ближе к столице, и вместо марша в Кайсери, как было предусмотрено изначальным планом, он задержался в окрестностях Коньи. По пути в Конью часть янычар дезертировала из основной армии для выражения почтения шехзаде Мустафе, их любимому принцу, в Амасье. Видя это неповиновение, Рустем информировал султана об опасности возможного движения против него. В ответ Сулейман приказал Рустем-паше и армии возвратиться в Стамбул и объявил о том, что самолично поведет поход против Сефевидов следующей весной.  

Узнав о том, что султан лично поведёт армию на восток, Тахмасиб тут же освободил Махмуд-бея, губернатора Бига, взятого в плен в ходе битвы между Исмаил Мирзой и Искандер-пашой и удерживавшегося в плену всё лето 1552 года. Затем шах отослал его в Стамбул для заключения мира. Несмотря на продолжавшуюся подготовку к войне, султан и его визири ответили, что «высокие ворота султана открыты для друзей, союзников, товарищей и врагов», заявив, что они готовы к миру, если шах уполномочит кого-то заключить договор. Находившийся в это время в Нахичеване Тахмасиб послал Сейида Шемседдина Дилиджани и дал ему полномочия по заключению мирного договора. Дилиджани прибыл в османскую столицу 19 августа 1553 года, после того, как все османские приготовления к войне уже были завершены. Султан и армия покинули Стамбул 28 августа, и послу было заявлено, что он получит ответ султана по пути. Направляясь на восток, султан приказал шехзаде Мустафе присоединиться к нему в Эрегли, где армия планировала разбить лагерь. Мустафа прибыл со своими войсками в Актепе в окрестностях Эрегли 5 октября 1553 года, и на следующий день явился поприветствовать и выразить подчинение своему отцу, который был разгневан его предполагаемыми мятежными поступками. Когда Мустафа вошёл в имперский шатёр, султан приказал палачам удавить его; вместе с Мустафой были также казнены его знаменосец и ещё один человек, сопровождавшие его в имперский шатёр. Это событие шокировало солдат, поскольку многие из них надеялись, что Мустафа унаследует Сулейману, потому что он считался самым компетентным, любимым и почитаемым сыном своего отца. Янычары были особенно озлоблены на Рустема. Вероятно, в попытке поднять упавший моральный дух армии, султан снял с должности Рустема и назначил на его место второго визиря Ахмед-пашу. Затем армия покинула Эрегли для зимовки в Алеппо и подготовки к войне последующей весной. Сефевидский посол Дилиджани сопровождал османскую армию, но был отпущен и отослан обратно к Тахмасибу после казни шехзаде Мустафы. Неизвестно о точной дате и месте отбытия сефевидского посла, а также не сходятся в содержании послания к его повелителю. Согласно Джелалзаде и полагающимся на его рассказ османским источникам, Дилиджани покинул османский лагерь с посланием о том, что Османы объявят войну Сефевидам последующей весной:
«Упомянутый посол шаха Персии был отпущен с почётным халатом от султана и имперским письмом, в котором говорилось, что (османская армия) идёт с целью покорения восточных областей, которые полны крамолы, для наказания за зверства, совершённые с той стороны в отношении живущих в пределах хорошо охраняемых владений (то есть османских территорий)».

Однако, согласно автору «Relazione Anonima», когда армия находилась в Кайсери, посол был отпущен с посланием, содержавшим условия для заключения мира, среди которых были требования уступить провинцию Ширван и положить конец ритуальному проклятию халифов:
«По прибытии в город (Кайсери, султан) вызвал сефевидского посла и объявил Хайдар-паше условия, на которых он хотел заключить мир с шахом. Общее содержание этих условий заключалось в том, что шах уступает провинцию Ширван и останавливает тех, кто продолжает проклинать (первых трёх халифов) от имени халифа Али… Посол, поняв эти условия, сказал, что он не имеет полномочий по заключению мира на данных условиях, но что он возвратится к своему повелителю и передаст всё, что сказали ему султан и паши, после чего может быть принято решение о мире или войне. После этого он был отпущен с почётными подарками и проинформирован (Османами), что он должен вернуться обратно с решением в Алеппо, где султан намеревается провести зиму».
В этом рассказе, в отличие от рассказа Джелалзаде, желанием Сулеймана был мир, а не война, поскольку его главной мотивацией было найти разумное решение продолжавшейся и незавершённой войне между двумя сторонами. В реальности донесение французского посла поддерживает эту точку зрения, говоря, что султан повелел шахскому послу обсудить условия мирного договора с Рустем-пашой до того, как он возвратится к своему повелителю. Схожим образом, один из посланников Габсбургов к османскому правительству, Антун Вранчич, 1 ноября 1553 года упоминал, что султан отослал обратно сефевидского посла с своим предложением о мире при условии, что Ширван будет уступлен Османам. Султан покинул Стамбул не с намерением сражаться с Сефевидами, а с целью использовать поход в качестве предлога для казни Мустафы, которого он рассматривал как соперника и источника беспорядков и хаоса. Согласно венецианскому байло Доменико Тревизано, главной целью этого предприятия было убийство Мустафы. С Сефевидами же султан желал только заключить мир. Если бы сефевидский посол был отослан обратно сразу же после прибытия в Стамбул, то секретный план Сулеймана по убийству своего сына оказался бы под угрозой. Мустафа был не единственным сыном, которого лишился османский султан в ходе зимовки в Алеппо: в последующий месяц, 29 ноября, скончался от болезни его самый младший сын Джихангир. Оставшись один, Сулейман вызвал другого сына, Селима, который был послан со своими войсками зимовать в Мараше, составить ему компанию в Алеппо. Султан и его новый великий визирь были убеждены в том, что мир будет заключён, и по этой причине Сулейман намеревался (вместе с сыном) посетить Иерусалим. Однако прямо перед их отправлением в Алеппо прибыл гонец от генерал-губернатора Вана с вестью о том, что Исмаил Мирза и другие кызылбашские эмиры атаковали крепость Ван и разоряют окрестную местность. Гонец также доложил, что сефевидский посол проинформировал двор Тахмасиба о казни Мустафы и что двор отпраздновал потерю Османами их самого храброго и опытного принца. Несмотря на то, что посол доставил условия мира, выдвинутые Сулейманом, Тахмасиб объявил, что мира не будет до того момента, как Османы отступят из Вана, Эрзерума и Багдада. Получив эту неожиданную новость, султан отказался от своих планов посетить Иерусалим и заново сфокусировался на подготовке к войне. Однако он остался в окрестностях Алеппо и провёл зиму, развлекаясь небольшими охотничьими экспедициями со своим сыном Селимом. Тахмасиб  и в самом деле послал отряд кызылбашских войск во главе с Исмаилом Мирзой в направлении Вана и Востана, а также ещё один отряд под командованием Султана Хусейн Мирзы в направлении Курдистана, с задачей сжечь посевы для того, чтобы лишить наступающую османскую армию провианта. Воспользовавшись затянувшимся пребыванием Сулеймана в Алеппо, шах более организованно повторил свою тактику выжженой земли. В этот раз Тахмасиб решил использовать боевые действия для того, чтобы выиграть время и укрепить свою позицию в дипломатических обсуждениях. Султан ожидал начала переговоров о мире, но оказался вынужден воевать с Сефевидами в то время, когда его армия всё ещё приходила в себя после казни Мустафы. Потеряв двух сыновей за два месяца, он провёл зиму в отчаянии и трауре, однако теперь был вынужден выбирать между войной и миром. 9 апреля 1554 года султан и его армия направились в Диярбекир. 15 мая 1554 года, будучи в Чюлеке, в окрестностях Диярбекира, вопреки своему обычаю, он дал аудиенцию большой группе старших офицеров, включая казаскеров (военных судей), казначея, канцлера, агу янычаров, командующих кавалерией капыкулу и пехотой и многих видных воинов. Он говорил о необходимости грядущей войны и попытался поднять их энтузиазм и лояльность. После выражения их поддержки и покорности он решил двинуться на Нахичевань и раздал солдатам по тысяче аспров. В попытке поднять моральный дух своей армии Сулейман продолжал раздавать своим солдатам подарки по мере продвижения армии вперёд для сражения с Сефевидами.

Войска Сулеймана из Румелии и Анатолии присоединились к основной османской армии и направились в Нахичевань. 6 июля, будучи по пути в Карс, султан отправил Тахмасибу составленное Джелалзаде письмо с насмешливым призывом встретиться с ним в битве:
«Около года тому назад, с моей полной энтузиазма армией, я покинул свою столицу счастья ради священной войны по разорению востока, полного неверия, и наказания врагов соратников Пророка. Имея эти возвышенные цели, я прошёл через остановки и прибыл в Карс с моей славными внушающими благоговейный трепет воинами 5-го шабана (6 июля 1554 года). Следуя обычаю Пророка, я посылаю это письмо с предложением, (чтобы ты принял истинную веру) в ислам до (обращения) меча (против тебя). На протяжении многих лет ты притворяешься правителем… и выступаешь с нелепыми притязаниями на мужественность и храбрость. Когда твои области и земли были захвачены и опустошены (моей) победоносной армией в прошлые годы, поскольку твоё сердце было охвачено страхом и отчаянием от смертельных наконечников стрел газиев, ты не решился встретиться (на поле боя), а предпочёл оставаться за завесой бегства».
Оригинальный текст (осм.)«Bir yıla karîb oldı ki, makarr-ı saʿâdetimden kalkub, diyâr-ı küfr-şiʿâr şarkın taḫrîbi, ashâb-ı kirâm-ı saʿâdet-irtisâm düşmenleriniñ taʿzîbi niyyetine gazâ ve cihâda bel bağlayub, ʿasâkir-i heycâ-meâsirim ile teveccüh-i hümâyûn-ı meymenet-maqrûn eylemis idüm. Hâliyen ol ʿazîmet-i ʿâlî-nehmet üzre leşker-i âhen-pûş u deryâ-ḫurûş, gazanferân-ı hizber-heybet ü ejder-ḫurûs ile menâzil-i ʿadîde tayy qılub, şehr-i habîbü’r-rahmân mâh-ı mübarek şaʿbân-ı zafer-iqtirânın beşinci güni havâlî-i Qars zılâl-i râyât-ı zafer-âyâtla müstesʿad oldı. Kable’s-seyf teklîf-i İslâm âyîn-i şerʿ-i Seyyidü’ l-enâm olduğı ecilden bu hükm-i hümâyûn-ı şeref-makrûnım saña ısdâr buyurıldı. Sâlhâdır ki, kendüne şâhlıq isnâd idüb, lâf-ı güzâf ile merdlik ve dilîrlik daʿvâsın idersin. Sinîn-i sâbıkada defaʿât ile taht-ı tasarrufıñda olan memâlik ve arâzî sümm-i sütûr-ı leşker-i mansûr ile pây-mâl oldıkda nisâl-i sihâm-ı cân-âşâm-ı guzâtdan kalbüne kemâl-i havf ü haşyet müstevlî olmağın mukâbeleye gelmeğe râzî olmayub, perde-i gürizde muhtefî olmış idün».
Содержание письма указывало на то, что Тахмасибу не стоит притязать на правление до тех пор, пока он избегает встречи с османской армией и продолжает наносить удары «исподтишка»; и что если в предыдущих походах Сулейман не разрушал жизни сефевидских подданых в надежде, что они обратятся в «истинную веру» и вновь станут мусульманами, то в этот раз он поработит их и Тахмасиб будет нести полную ответственность за произошедшее. В реальности султан и визири знали об общей сефевидской стратегии против османских походов и не рассчитывали, что Сефевиды поспешат встретиться с ними на поле боя. Однако, моральный дух османской армии находился на низком уровне, и султан с визирями стремились быстро завершить конфликт. Наивысшим из их ожиданий была искренняя просьба о мире со стороны сефевидского правителя. По этой причине составленное Джелалзаде письмо султана отображало риторическое, а не реальное превосходство Османов.

Прекрасно осознавая это, не давший ответа сразу Тахмасиб очистил города Нахичевань и Эриван от их обитателей. Османы вошли в Эриван 18 июля, а в Нахичевань — 22 июля (1554 года) лишь для того, чтобы найти их пустыми и опустошенными. Разрушив несколько шахских зданий, они отступили из обоих городов по причине недостатка в провизии и распространении болезней. 31 июля 1554 года, под предлогом приближавшегося Рамадана, султан отправился из Нахичевана в Эрзерум. По пути в Эрзерум, 6 августа османская армия разбила лагерь в Баязите и получила ответ шаха на письмо султана. Джелалзаде и писавшие на основе его рассказа другие османские летописцы обобщали его содержание следующим образом: Тахмасиб писал, что он никогда не примет вызова сразиться с могущественной османской армией в открытом бою, а также что решение его отца Исмаила сразиться с армией Селима при Чалдыране было огромной — и всё ещё оплакиваемой — ошибкой. Турецкий автор Захит Атчил пишет, что, согласно Джелалзаде, Тахмасиб предстаёт полностью готовым к миру и нуждающимся в великодушии султана. Однако после публикации Абдульхусейном Наваи переписки Тахмасиба можно сравнить предоставленную Джелалзаде и другими османскими летописцами информацию с подлинным письмом. В реальности письмо совсем не похоже на рассказы Джелальзаде и других османских авторов, к примеру, в нём отсутствует упоминание о сожалении шаха Исмаила об ошибке в битве при Чалдыране. Письмо представляет собой ярую антисуннитскую полемику, повторяя аргументы шиитов по поводу истинной политической и духовной власти. Непохоже, что его авторы ощущали какую-либо неполноценность и сожаление. Наоборот, в письме открыто подчёркивается разница между Османами и Сефевидами как представителями суннизма и шиизма: «До того момента, как вы не оставите символы Абубакра, Омара, Османа, Муавии и Марвана (презираемых шиитами ранних мусульманских халифов), между нами не будет мира. Мир между тобой и нами невозможен». Описание в письме конфликта с Османами как конфликта между сторонниками четвёртого халифа Али и «угнетателями»-омейядскими халифами демонстрирует, что Тахмасиб стремился увеличить свой вес на переговорах, требуя мира в терминах двух исторически разошедшихся нитей правления в исламском мире. Шах изображает себя в качестве образца настоящего правителя, а Сулеймана – в качестве слабого, лживого и бессильного правителя. В письме также содержится пассаж, в котором упоминается просьба Аяз-паши, генерал-губернатора Эрзерума, о мирных переговорах – просьба, подкреплённая великим визирем Ахмед-пашой. В письме подразумевается, что Сулейман не был в курсе инициативы Ахмед-паши о мире, тем самым подрывая доверие к словам султана. Тахмасиб открыто заявляет, что Сулейман не заслуживает быть правителем:
«В твоём ответе мне говорится: (ты пишешь, что) «я не получал вестей о переписке визиря Ахмед-паши. Эти письма были написаны без моего уведомления и разрешения, и были пущены в ход слухи о мире». Если ты говоришь правду и обращения Ахмед-паши и других (были сделаны) без твоего уведомления и они писали, не посоветовавшись с тобой, то знай, что обращения о мире и переговорах совершаются со стороны прославленных султанов и великих императоров эпохи, которые заслуживают притязать на халифат и султанат. Тот факт, что лица, являющиеся основой султаната и столпом власти, совершили подобный большой поступок на основе своих слабых рассуждений без совета (с тобой)… окончательно опозорил тебя».
Далее в письме идёт осуждение османских вторжений на сефевидские земли:
«Мы узнали о том, что невезучие солдаты Рума (Османы) были отправлены в Нахичевань для (его) опустошения. Поскольку справедливому и прославленному правителю подходит к лицу только защита его подданных, мы отправили на границу отряд моей победоносной армии. В это время, (когда) эти неверные франки (румы/османы) и остальные солдаты дома Марвана (то есть Омейядов — отсылка к Османам как к их последователям) были заняты ограблением Нахичевана, к этой позорной шайке прибыл лазутчик и сообщил им о прибытии нашей армии. По этой причине он бежали из земель Нахичевана подобно псам».
Джелалзаде не приводит это письмо в своей летописи, по причине его ярой идеологической пропаганды, а также по той причине, что он не хотел выдавать шаткого положения Османов. Помимо этого, с точки зрения Джелалзаде, разговоры о мирной инициативе со стороны Османов, даже секретной, могли испортить непобедимый и славный образ Османов. Несмотря на то, что он не отрицает подобную просьбу Аяз-паши, он упоминает о ней только в том месте, где он приводит письмо Ахмед-паши, адресованное вельможам Тахмасиба, тем самым указывая на то, что просьба была сделана давно и поход Сулеймана был ответом на более ранние вторжения кызылбашей на османские земли. В этом письме Ахмед-паша вновь бросает вызов Тахмасибу насчёт истинности его веры. Он также советует тому в случае отказа признать превосходство султана, поскольку султанский порог остаётся открытым для переговоров о мире.
Сефевидские источники упоминают, что после отступления османских войск из Нахичевана в Эрзерум шахская армия убила и захватила в плен ряд воинов, среди которых был один из фаворитов султана, Синан-бек. С целью добиться освобождения Синана, Ахмед-паша приказал Аяз-паше обратиться к Тахмасибу с просьбой о мире и освобождении Синана. Согласно их нарративу, склонность Османов к миру появилась после пленения Синан-бека сефевидскими войсками. В реальности же османский султан и его визири склонялись к миру с самого начала, поскольку они согласились принять посла для обсуждения мира ещё до начала Нахичеванского похода. Атчил утверждает, что Османы использовали поход в качестве блефа для принуждения Сефевидов к просьбе о мире от османского султана. Султан не сумел заключить мирное соглашение до своего отбытия только по причине созданных шехзаде Мустафой проблем. По пути сефевидский посол Дилиджани и великий визирь Рустем-паша продолжали обсуждать условия мирного договора. После того, как османская армия пала духом после казни шехзаде Мустафы, Тахмасиб отозвал свою просьбу о мире и решил попытаться использовать уязвимое положение Османов в качестве рычага для максимизации его выгоды от османо-сефевидского мирного соглашения, в то время как османский султан оказался вынужден сражаться с Сефевидами с армией, находившейся в подавленном моральном состоянии. Таким образом, произошедшее позднее демонстрирует, что у Османов не оставалось иного выбора, кроме заключения мира с Сефевидами.
После того, как Сулейман и его армия ушли из Нахичевана, Тахмасиб послал отряды рейдеров на Пасин и Олту для опустошения обратного пути следования армии в Эрзерум. Изначальным планом шаха было сделать отступление Османов таким же трудным, как их марш на Сефевидов, загнав султана в безвыходное положение и тем самым усилив свою позицию на переговорах. Узнав о прибытии султана в Эрзерум, он посоветовался со своими вельможами. Некоторые из них предлагали напасть на крепость Ван и ограбить Курдистан. Если бы Османы атаковали, они отправились бы в Багдад, Диярбекир и Азербайджан, в каждом из случаев избегая прямого столкновения и в то же время опустошая маршрут, по которому бы наступала османская армия. Тахмасиб некоторое время обдумывал этот план, но отверг его и решил начать переговоры о мире, возможно, опасаясь, что Османы нападут и на Тебриз, и на Ардебиль — место зарождения сефевидского ордена, поскольку османские визири прислали ему письмо с подобным содержанием. Будучи обеспокоен такой возможностью, он приказал своим людям переговорить с Аяз-пашой с целью получения точного понимания плана. Действуя по указке великого визиря, Аяз-паша послал сефевидскому двору ещё одно письмо, в котором утверждалось, что османские визири планируют следующей весной напасть на Тебриз и Ардебиль, но готовы к переговорам, если Тахмасиб запросит их.  
В конечном итоге шах Тахмасиб послал Шахгулу-бека Каджара к османскому двору с дорогими подарками и просьбой о мире. Этот посол прибыл в Эрзерум 26 сентября 1554 года, был хорошо принят Османами и отправлен обратно с положительным ответом. Покидая Эрзерум, он сообщил Османам, что в течение одного месяца шах пришлёт еще одного посла для заключения мирного договора. После его отбытия султан направился в Амасью и по прибытии в неё отправил многих из своих янычар в Стамбул. Выбор султана по зимовке в Амасье очень насторожил Сефевидов, поскольку зимовка в Анатолии могла означать, что он по-прежнему планирует весеннее наступление. Селим I зимовал в Амасье после Чалдыранского похода и последовавшей весной захватил Диярбекир и окрестные крепости. Поначалу Тахмасиб оттягивал отправление своего посла, которого он уполномочил подписать мирный договор по той причине, что он ожидал возвращения султана в Стамбул и получения преимущества на переговорах. Однако вместо возвращения в Стамбул султан решил зимовать в Амасье, что означало, что османская армия может предпринять новый поход приближавшейся весной. Он также отослал обратно губернаторов Вана и Багдада в сопровождении кавалерийских отрядов для защиты османских границ с тем, чтобы Сефевиды не смогли совершать рейды на османскую территорию. Видя всё это, шах в конце концов решил послать одного из своих видных придворных — эшикагасыбаши Фаррухзад-бека. В марте 1555 года генерал-губернатор Эрзерума Аяз-паша сообщил османскому двору в Амасье о прибытии шахского посла в Эрзерум. Согласно автору «Relazione Anonima», султан хотел принять его в Стамбуле, поскольку разразившийся пожар уничтожил часть Амасьи, и он не желал, чтобы это считали признаком слабости. Помимо этого, дворцовые парады и пиршества могли бы лучше продемонстрировать османское величие в случае проведения в Стамбуле. Но поскольку посол ответил, что он хочет заключить мирное соглашение как можно быстрее, султан принял его в хорошо организованной процессии, замаскировавшей руины Амасьи. 21 мая 1555 года Фаррухзад-бек и другие послы презентовали шахские подарки и письмо султану, в котором содержалась официальная просьба о мире. 1 июня 1555 года сефевидские послы получили письмо султана, в котором содержались согласованные с османским правительством условия мира.

## Подписание мира
В современных научных работах по османо-сефевидским отношениям в XVI веке часто первое османо-сефевидское мирное соглашение изображается как нечто, чего сефевидский шах Тахмасиб I умоляюще просил и что османский султан Сулейман I милостиво пожаловал. Этот нарратив отражает точку зрения повествования османского летописца Мустафы Джелалзаде в «Ṭabaḳāt ül-Memālik ve Derecāt ül-Mesālik», на который обычно ссылались более поздние османские летописцы. Однако именно Османы запросили мира. На обратном пути из Нахичевана султан Сулейман дал указание визирю Мухам-лу-паше готовить переговоры о мире. Был произведен обмен высокопоставленными пленниками. 29 мая 1555 года в Амасье подписан первый в истории двух государств мирный договор. Согласно миру 1555 года, области западной Грузии — Имеретия, Мегрелия и Гурия переходили в сферу влияния Турции, а её восточные области — Месхетия, Картли и Кахетия попали под власть Персии. Точно так же западная Армения оказалась под владычеством турецкого султана, а восточная отошла к Ирану. Курдистан и Ирак с Багдадом переходил к Турции, весь Азербайджан оставался у Ирана. Произошёл очередной раздел Армении, западная часть которой оказалась под контролем Османской империи, а восточная — Сефевидской.

## Значение
Османо-сефевидские переговоры привели к заключению первого официального мирного договора с момента начала боевых действий в первом десятилетии XVI века. Полвека войны между двумя сторонами не привели к желаемому результату. Планы шаха Исмаила I по экспансии в Анатолию благодаря поддержке туркоманских племён тревожили Османов. Несмотря на то, что Османы сумели перейти в контрнаступление в правления Селима I и Сулеймана I, завоевав обширные территории на востоке и подавив просефевидские восстания, они не сумели уничтожить сефевидское политико-религиозное движение, к чему стремились. Походы 1533—1535 и 1548—1549 годов в лучшем случае вылились в сдерживание сефевидской экспансии путем создания генерал-губернаторств в Эрзеруме, Ване, Багдаде, и в Басре. Однако османский контроль над Восточной Анатолией и Ираком за пределами укреплений базировался на хрупком союзе с местной курдской аристократией. Планы по использованию против Сефевидов суннитского правящего класса Ширвана или организации совместных с Шейбанидами кампаний также не привели к каким-либо долгосрочным результатам. Местное кызылбашское население также предпочитало сефевидское правление османскому, и попытки Османов преследовать сторонников Сефевидов в приграничных областях не способствовали завоеванию симпатий по отношению к себе. В этот период и Сефевидам, и Османам пришлось вести войну на два фронта: первым — против узбеков, а вторым — против Габсбургов. Договор 1555 года был запоздалым признанием того, что ни одна из сторон не была в состоянии претворить в жизнь амбициозные империалистские проекты предыдущих десятилетий. Вместо обвинений Сефевидов в ереси и неверии Османы признали их шиитами-двунадесятниками (представителями освящённой веками мусульманской конфессии). Сефевиды, в своём требовании права на паломничество, признали Османов в качестве покровителей двух священных для мусульман городов (Мекки и Медины) — одного из догматов османского имперского суннизма.